# Svetovni dan voda
Svetovni dan voda, 22. marec, je bil predlagan na Konferenci Združenih narodov o okolju (UNCED) leta 1992 v Riu de Janeiru, v okviru Agende 21, kot dan namenjen opozarjanju širše svetovne javnosti na omejenost in ogroženost naravnih vodnih virov. S tem namenom različne organizacije Združenih narodov vsako leto na ta dan razglasijo temo, ki povzema najbolj aktualno problematiko v povezavi z vodami. S tem spodbujajo vlade držav članic ZN, kakor tudi njihove nevladne organizacije, da do naslednjega leta v duhu razpisane teme pripravljajo raznovrstne aktivnosti in z njimi opozarjajo širšo javnost na problematiko voda ter s tem povečujejo ozaveščenost ljudi o pomembnosti in ranljivosti vodnih virov.

## Teme Svetovnega dneva voda
- Kakovost voda (2010)
- Voda za mesta – odgovor na izzive urbanizacije (2011)
- Voda in varnost hrane (2012)
- Sodelovanje na področju upravljanja vodnih virov (2013)
- Voda in energija (2014)
- Voda in trajnostni razvoj (2015)
- Boljša voda, boljše zaposlitve (2016)
- Zakaj odpadna voda? (2017)
- Narava za vodo (2018)
- Voda za vse (2019)
- Povezava med vodo in podnebnimi spremembami (2020)

## Tema v letu 2014
Tema leta 2014 je "Voda in energija". Pokrovitelja UNIDO in UNU (Unated Nations University) sta temo utemeljila z ugotovitvijo, da sta raba vodnih virov in energije medsebojno tesno povezani. Proizvodnja energije zahteva vodne vire, tako za proizvodnjo hidroenergije, kakor tudi za proizvodnjo elektrike v nuklearkah in termoelektrarnah, pri čemer se 8 % vse proizvedene energije na svetu porabi za črpanje, čiščenje, pripravo in transport vode do uporabnikov.
V letu 2014 bo zato posebna pozornost v okviru teme Dneva voda posvečena ozaveščanju in prenosu dobrih praks na področju vodno in energetsko učinkovite zelene industrije.
Cilji Svetovnega dneva voda 2014
- povečati ozaveščenost o medsebojni povezanosti vode in energije,
- prispevati k politiki dialoga o široki soodvisnosti vode in energije,
- pokazati politikom, preko primerov, da celovit pristop in celovite rešitve vodnih in energetskih problemov prinesejo večje  ekonomske in socialne učinke,
- oblikovati politike in razvojne možnosti pri katerih bi lahko institucije Združenih narodov nudile pomemben prispevek,
- določiti glavne deležnike na področju vodne in energetske problematike za nadaljnji razvoj in širitev področij, ki jih povezujeta  voda in energija,
- prispevati pomembne zaključke o soodvisnosti  vode in energije v nadaljnjih diskusijah Razvojne agende- post 2015

## Tema v letu 2015
Tema leta 2015 je "Voda in trajnostni razvoj". Pokrovitelji letošnjega dneva voda GWP so temo utemeljili na spoznanju, da človeštvo nujno  potrebuje vodo, in je kot taka v središču trajnostnega razvoja. Vodni viri in z njimi povezane številne storitve so priložnost za zmanjševanje revščine, ekonomsko rast, in trajnost okolja. Voda daje možnost za zagotavljanje hrane, energije, zdravje ljudi in trajnost okolja, prispeva k izboljšanju socialne dobrobiti ljudi in tako vpliva na bilijone ljudi na celem Svetu.
Tema naj bi podrobneje spodbujala razmišljanja in ozaveščanje ljudi glede naslednjih problematik:
- voda je zdravje,
- voda je narava,
- voda je urbanizacija,
- voda je industrija,
- voda je energija,
- voda je hrana, in ne nazadnje
- voda pomeni enakost in enakopravnost.

## Tema v letu 2016
Voda pomembno vpliva na oblikovanje delovnih mest in tako pomembno spreminja življenja ljudi. Polovica vseh delovnih mest na Svetu je povezanih z vodami. Milijoni od teh  delavcev so nezaščiteni, njihovo delo nepriznano! 
Zato je sporočilo Svetovnega dneva voda 2016, ki je predlagan s strani organizacije ZN "Water and Sanitation": 
»Boljša voda, boljša delovna mesta«.
Tema je privedla do sodelovanja z Mednarodno organizacijo dela. Ker pomanjkanje vode postaja vse bolj resnična, obstaja nevarnost, da bodo industrije, ki so močno odvisne od vode, kot so tekstilna in kmetijstvo, povečale stroške, kar ogroža plače in delovna mesta. Povečani stroški se lahko nato prenesejo na potrošnike.

## 2017 - Zakaj odpadna voda?
Leta 2017 je bila tema »Zakaj odpadna voda?«, ko je šlo za zmanjšanje in ponovno uporabo odpadne vode. Tema je bila igra besed, saj se je nanašala tako na vidik zapravljanja vode kot na vprašanja v zvezi z odpadno vodo, in sicer na čiščenje in ponovno uporabo. Odpadne vode so dragocen vir za pomoč pri doseganju cilja 6. trajnostnega razvoja. Eden od vidikov cilja 6.3 je prepoloviti delež neočiščenih odpadnih voda ter povečati recikliranje in varno ponovno uporabo vode po vsem svetu. Po ustreznem čiščenju se lahko odpadne vode uporabljajo za različne namene. Industrija lahko na primer ponovno uporabi vodo v hladilnih stolpih, kmetijstvo pa vodo za namakanje.
Primer dejavnosti za leto 2017 je bila Wikipedia edit-a-thon, ki so jo člani Zavezništva za trajnostno sanacijo organizirali med 19. in 21. marcem 2017. Namen dejavnosti je bil izboljšati vsebino, povezano z vodo in sanitarijami, na Wikipediji tik pred svetovnim dnevom voda. Cilj je bil izboljšati količino in kakovost sanitarnih informacij, ki so na voljo na Wikipediji za uporabo učiteljev, novinarjev in širše javnosti.

## 2018 - Narava za vodo
Tema leta 2018 je raziskovala, kako je mogoče z naravo premagati vodne izzive 21. stoletja. To bi lahko bilo v obliki naravnih rešitev za izzive, povezane z vodo. Na primer, zmanjšanje poplav, suš, onesnaženja vode in zaščito ekosistemov bi lahko rešili z naravnimi sredstvi, ki jih uporablja narava, namesto s pristopi, ki jih je ustvaril človek. Obnova mokrišč, izvedba zgrajenih mokrišč, zelene strehe, zelena infrastruktura, sajenje novih gozdov, ponovna povezava rek z poplavnimi ravnicami so nekateri primeri. Vsak od teh uporablja naravne procese za uravnoteženje vodnega kroga ter izboljšanje zdravja in preživljanja ljudi.

## 2019 - Nikogar ne pustite za seboj
Tema leta 2019 je bila reševanje vodne krize z obravnavanjem razlogov, zakaj je toliko ljudi zapuščenih. Marginalizirane skupine - ženske, otroci, begunci, staroselci, invalidi - so pogosto spregledane in se lahko soočajo z diskriminacijo, ko poskušajo dostopati do varne vode. UN-Water trdi, da »morajo storitve oskrbe z vodo ustrezati potrebam marginaliziranih skupin in njihov glas je treba slišati v postopkih odločanja«.

## 2020 - Voda in podnebne spremembe
Tema svetovnega dneva voda 2020 je bila o vodi in podnebnih spremembah - in o tem, kako sta neločljivo povezana. UN-Water navaja, da bo »prilagajanje vodnim učinkom podnebnih sprememb zaščitilo zdravje in rešilo življenja«. Prav tako bo učinkovitejša uporaba vode zmanjšala emisije toplogrednih plinov. Zaradi pandemije COVID-19 je kampanja 2020 promovirala tudi sporočila o umivanju rok in higieni ter podala smernice, kako ostati varen, medtem ko podpira kampanjo.

## 2021 - Vrednotenje vode
Tema leta 2021 je »Vrednotenje vode«. Ljudje so bili povabljeni, da se pridružijo globalnemu pogovoru, da nam na družbenih omrežjih »povedo svoje zgodbe, misli in občutke o vodi« z oznako #Water2me. Kampanja je gledala onkraj vprašanja določanja cen in spraševala javnost: "Kako je voda pomembna za vaš dom in družinsko življenje, za preživetje, za vaše kulturne prakse, za vaše dobro počutje, za vaše lokalno okolje?"

## Vplivi
Vsako leto sporočila in objave kampanj ob svetovnem dnevu voda dosežejo milijone ljudi prek družbenih medijev, namenskih spletnih mest in drugih kanalov. Leta 2021 je javna kampanja ob svetovnem dnevu voda povabila ljudi k sodelovanju v pogovoru v družabnih medijih (#Water2me) o vrednosti vode. Od sredine novembra 2020 do sredine februarja 2021 je v več kot 140 državah na družbenih omrežjih potekalo več kot 6000 javnih pogovorov.
Leta 2017 je bilo v 110 državah 700 posameznih dogodkov, na družbenih omrežjih pa je bilo več kot 500.000 avtorjev, ki so uporabljali oznako »#WorldWaterDay«. V letu 2018 se je število obiskov spletnega mesta in največ potencialni doseg na družbenih medijih v veliki meri zaradi podpore slavnih in usklajenega komunikacijskega pristopa v Združenih narodih.
Leta 2016 je bilo v letnem poročilu ZN-Water zapisano, da je imela udeležba na družbenih medijih (hashtag #WorldWaterDay) največji potencialni doseg 1,6 milijarde ljudi po vsem svetu v letu 2016.{ Tistega leta je bilo na spletnem mestu svetovnega dneva vode registriranih več kot 500 dogodkov v 100 državah.